# Chus Pereda
Jesús María Pereda Ruiz de Temiño (Medina de Pomar, 15 juni 1938 - Barcelona, 27 september 2011), beter bekend als Chus Pereda, was een Spaanse professionele voetballer en trainer.
In zijn professionele carrière speelde hij voornamelijk voor FC Barcelona. Daarnaast was hij international bij het Spaanse nationale elftal, waarmee hij in 1964 het Europees Kampioenschap won.
Na zijn voetbalpensioen was Pereda nog een geruime tijd actief als trainer, waarbij hij voornamelijk de leiding heeft gehad over meerdere jeugdelftallen van Spanje.

## Clubcarrière
Hoewel hij geboren werd in Medina de Pomar, groeide Pereda op in Balmaseda waar hij als scholier reeds de aanvoerder was van het provinciale O16-team van Biskaje. Hij kreeg zijn eerste contract als voetballer bij SD Indautxu in Bilbao, waar hij als jongeling reeds indruk maakte door zijn scorend vermogen. Na twee jaar gespeeld te hebben de Segunda División waren er meerdere topclubs geïnteresseerd in Pereda. Hij wilde aanvankelijk in Bilbao blijven, maar hij werd door stadsgenoot Athletic controversieel afgewezen omdat hij niet in het Baskenland geboren was. Uiteindelijk trok Pereda in 1958 naar Real Madrid.
Bij de Merengues kwam Pereda slechts in twee La Liga-wedstrijden in actie, maar één van deze twee was de kampioenswedstrijd tegen Real Zaragoza waarin hij scoorde. Tijdens zijn periode in de Spaanse hoofdstad werd hij gedurende het seizoen ook uitgeleend aan Real Valladolid in de Segunda División, en na een meningsverschil met coach Luis Carniglia besloot Pereda om aan het einde van het seizoen de overstap te maken naar Sevilla. Hier speelde hij in twee jaren volwaardig in La Liga, waar hij goed was voor 13 doelpunten in 56 wedstrijden.
In de zomer van 1961 werd bekend dat Pereda een transfer maakte naar FC Barcelona, de club waarvoor hij het meest succesvol werd. Gedurende acht jaar speelde hij in 203 wedstrijden van de Blaugrana waarin hij 65 doelpunten maakte. In zijn periode bij Barcelona wist hij met de club tweemaal de Copa del Generalísimo (huidige Copa del Rey) te winnen en eenmaal de Jaarbeursstedenbeker.
Op 31-jarige leeftijd verliet Pereda de club en ging spelen bij de Catalaanse buren CE Sabadell. Na een onsuccesvol seizoen maakte hij na een jaar al de overstap naar RCD Mallorca. Hier speelde hij nog twee seizoenen in de Segunda División, alvorens hij besloot om zijn carrière te beëindigen.

## Interlandcarrière
Pereda maakte zijn debuut voor het nationale elftal van Spanje op 15 mei 1960 in een 3-0 overwinning op Engeland. In totaal speelde hij 15 interlands waarin hij 6 keer scoorde.
In 1964 werd Pereda opgeroepen voor de selectie van Spanje dat deel zou nemen aan het EK in eigen land. Op dit toernooi speelde hij twee wedstrijden, zowel de halve finale tegen Hongarije als de finale tegen de Sovjet-Unie. In beide wedstrijden wist Pereda te scoren, en door een 2-1 overwinning in de finale werd Spanje voor de eerste keer Europees kampioen.

### Internationale doelpunten
| Nr. | Datum           | Stadion                           | Tegenstander            | Score | Resultaat | Competitie           |
| --- | --------------- | --------------------------------- | ----------------------- | ----- | --------- | -------------------- |
| 1.  | 17 juli 1960    | Estadio Nacional, Santiago, Chili | Chili                   | 0–3   | 1–4       | Vriendschappelijk    |
| 2.  | 17 juni 1964    | Santiago Bernabéu, Madrid, Spanje | Hongarije               | 1–0   | 2–1       | EK 1964              |
| 3.  | 21 juni 1964    | Santiago Bernabéu, Madrid, Spanje | Sovjet-Unie Sovjet-Unie | 1–0   | 2–1       | EK 1964              |
| 4.  | 27 oktober 1965 | Sánchez Pizjuán, Sevilla, Spanje  | Ierland                 | 1–1   | 4–1       | Kwalificatie WK 1966 |
| 5.  | 27 oktober 1965 | Sánchez Pizjuán, Sevilla, Spanje  | Ierland                 | 2–1   | 4–1       | Kwalificatie WK 1966 |
| 6.  | 27 oktober 1965 | Sánchez Pizjuán, Sevilla, Spanje  | Ierland                 | 3–1   | 4–1       | Kwalificatie WK 1966 |

## Trainerscarrière
Meteen na zijn afscheid als profvoetballer begon Pereda met het trainen van Catalaanse jeugdelftallen. 
In 1976 werd hij benoemd tot bondscoach van de O18-ploeg van Spanje, een functie die hij maar liefst 17 jaar bekleedde. In diezelfde periode had hij ook de leiding over verschillende andere jeugdelftallen van het nationale team. Met de O20-ploeg behaalde Pareda de finale van het WK 1985, en met de O16-ploeg won hij in 1988 het EK.
Na zijn afscheid bij de Spaanse voetbalbond werd hij voor het seizoen 1995-96 aangesteld als hoofdtrainer van Xerez CD, waarmee hij 11e werd in de Segunda División B. Aan het einde van het seizoen stapte hij op bij de club.
In 1998 werd Pareda de hoofdcoach van het voetbalteam van de autonome regio Castilië en León, dat één onofficieel vriendschappelijke interland afwerkte tegen het team van Aragon.

## Privé
Na afloop van zijn carrière is Pareda terug in Barcelona gaan wonen. Hij heeft een zoon, vernoemd naar hemzelf, die in de jeugd- en amateurelftallen van FC Barcelona gespeeld heeft.
Pereda overleed op 27 september 2011 aan de gevolgen van kanker.

## Erelijst

### Speler

#### Real Madrid
- Kampioen La Liga: 1957-58
- Winnaar Europacup I: 1957-58

#### FC Barcelona
- Winnaar Copa del Generalísimo: 1962-63, 1967-68
- Winnaar Jaarbeursstedenbeker: 1965-66

#### Spaans elftal
- Europees kampioen: 1964

#### Individueel
- Gouden schoen Europees kampioenschap: 1964
- Team van het toernooi Europees kampioenschap: 1964

### Trainer

#### Spanje O16
- Europees kampioen: 1988